# Баакульское царство
Баакульское царство, Баакуль (майя: BAAK-la) — государство древних майя на территории восточной части современного штата Чьяпас, Мексика. Существовало в V — VIII веках.

## История

### Ранняя история
Местные исторические мифы связывают происхождение правящей династии Баакульского царства с прародиной Матавиль. Первым известным историческим правителем является Кук-Балам I (431—435), во время его правления столицей был город Токтан (не идентифицирован). В 490 году, в правление Буцах-Сак-Чика столица царства была перенесена в Паленке (на языке майя: Лакам-ха).

### Баакуль в V—начале VII веков
Подробности истории Баакуля V—VI веков практически неизвестны. В Паленке не выявлено сооружений, которые можно было бы отнести к этому периоду времени. В конце VI—начале VII веков правители царства вступают в борьбу за влияние в регионе средней Усумасинты и областях к востоку от неё, где сталкиваются с могущественным Канульским царством и его союзниками. Правитель Кануля Укай-Кан дважды нападал на Баакуль, в 599 и 611 годах. 

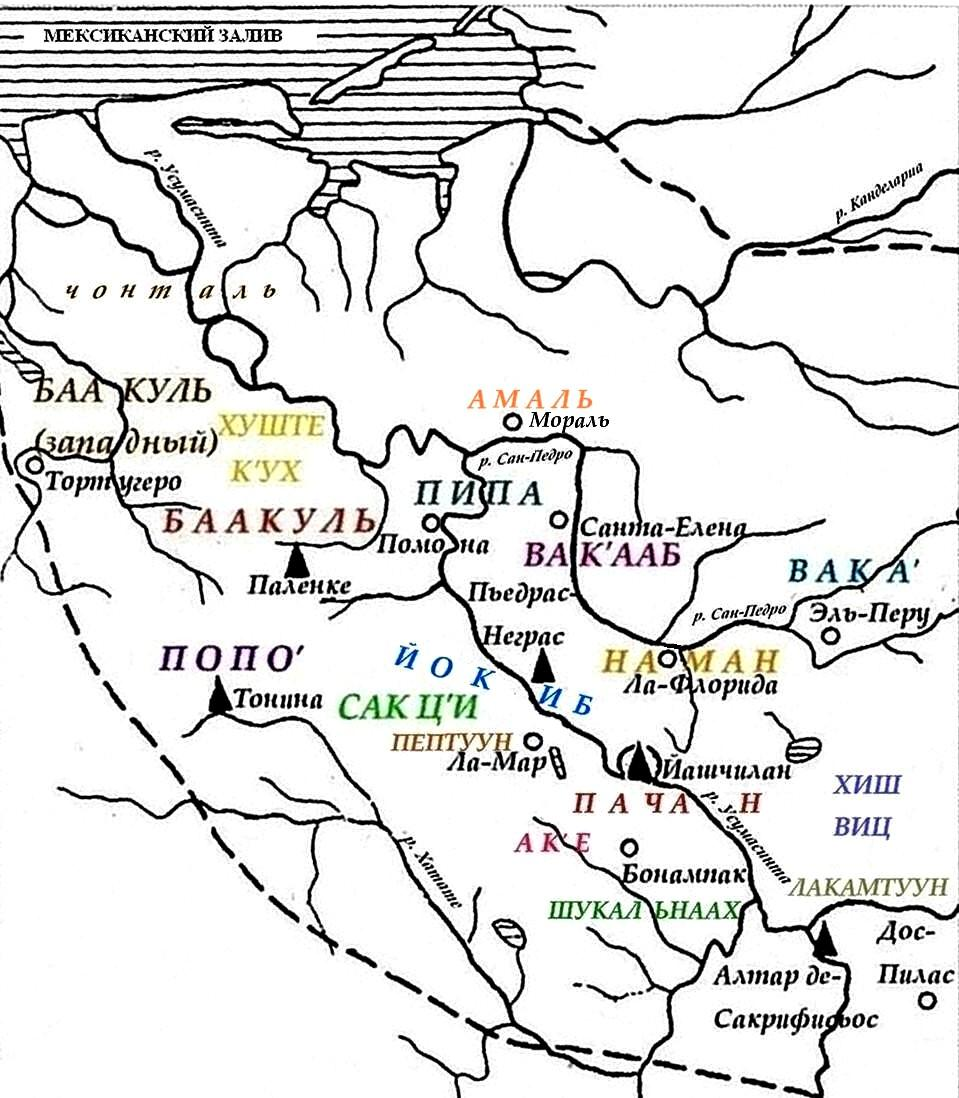
Расположение основных государств майя Западного региона в VII—VIII вв. (по А.Сафронову, 2003)

### Стабилизация государства при Кинич-Ханаб-Пакале и Кинич-Кан-Баламе II
В обстановке кризиса в июле 615 года на престол Баакульского царства был возведён двенадцатилетний Кинич-Ханаб-Пакаль. В течение его долгого, шестидесятивосьмилетнего (615—683 годы) правления произошло укрепление государства, с середины 640-х годов началась реализация масштабной строительной программы (среди построек этого времени «Забытый Храм», основная часть Дворца, «Храм XIII», «Храм надписей»). В ходе войны 659—664 годов с коалицией государств средней Усумасинты, союзных Канульскому царству, в сферу влияния Баакуля попали Пипа (Помона) и Санта-Елена-Баланкан.
Кинич-Ханаб-Пакаль принимает высший среди правителей майя титул «западный каломте» и включает в титулатуру указание на владычество над Матавилем. В его правление имеют место и признаки обогащения местной знати, памятники и надписи представителей которой появляются наряду с царскими.
В царствование сына Ханаб-Пакаля, Кинич-Кан-Балама II (684—702 годы) Баакульское царство достигает наибольшего могущества. В зависимости от него оказываются государства бассейна Усумасинты: Пипа (Помона), Вабе'а (Санта-Елена-Баланкан), Амаль (Мораль-Реформа), Пе'туун (Ла-Мар), Анайте; в 687 году войска Паленке наносят поражение правителю Попо (Тонина) в горном Чьяпасе. В Паленке продолжается оживлённое строительство, в частности, сооружаются пирамиды так называемой «Группы Креста»: «Храм Креста» (самый высокий в Паленке), «Храм Солнца» и «Храм Лиственного Креста». Разрабатывается и активно пропагандируется официальный династический миф, в центре которого прославление и возвеличение Кинич-Ханаб-Пакаля.

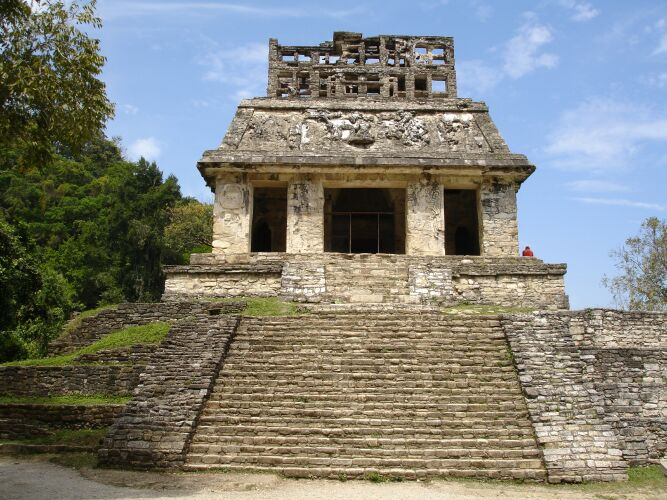
«Храм Солнца» в Паленке. Фото Ю. Полюховича

Однако, с начала 690-х годов начинается новая война Баакульского царства с царством Попо, в ходе которой Баакуль утрачивает влияние над верхней Усумасинтой.

### Ослабление и новое усиление в первой трети VIII века
Младший сын Кинич-Ханаб-Пакаля Кинич-Кан-Хой-Читам II (702—720/721) также пытался противостоять Попо, но в августе 711 года потерпел поражение и попал в плен. Вопреки высказывавшемуся мнению, что он был убит в столице вражеского государства Тонине, Кинич-Кан-Хой-Читам II не позже декабря того же года вернулся в Паленке. 
С воцарением в январе 722 года Акуль-Мо-Наба III Баакульское царство возобновляет экспансию на верхней Усумасинте: его войска под командованием полководца Чак-Суца в 723—729 годах одерживают победы над царствами Пьедрас-Неграс, Бонампак и некоторыми другими. В столице возобновляется оживлённое строительство: Акуль-Мо-Набом III были построены или перестроены «Храм XVIII», «Храм XIX», «Храм XXII».

### «Пробел» в середине VIII века
Многочисленные надписи Акуль-Мо-Наба III обрываются на записи 736 года. О следующем правителе, его брате Упакаль-Кинич-Ханаб-Пакале известны лишь отрывочные сведения, ещё об одном Баакульском владыке — Кинич-Кан-Баламе III — упоминает надпись 751 года не из Паленке, а из города Помона. Это может быть связано с тем, что памятники середины VIII века находятся во всё ещё не раскопанной части Паленке, но, по общему правилу, прекращение создания каменных монументов в городах майя говорит о политическом упадке.

### Конец Баакульского царства
Долгая лакуна в поздней истории Паленке прерывается записью 783 года, созданной в ознаменование двадцатой годовщины правления Кинич-Кук-Балама II, сына Акуль-Мо-Наба III. При этом правителе происходит какое-то строительство во Дворце. Впрочем, все достоверно относящиеся к его царствованию письменные памятники исчерпываются одной, пусть и мастерски выполненной надписью на «Панели 96 иероглифов». Последняя дата из Паленке относится к ноябрю 799 года и помещена на гравированном сосуде, найденном в одном из погребений. Описанное в тексте событие нередко толкуют как вступление на престол последнего известного правителя Баакуля Вак-Чам-Кинич-Ханаб-Пакаля III, однако, в надписи речь идёт о группе лиц, поэтому смысл текста не вполне ясен.
Обстоятельства гибели Баакульского царства и его столицы неизвестны, хотя по археологическим данным население оставалось в столице до середины IX века. На городище найдены предметы, характерные для индейских культур побережья Мексиканского залива, но отсутствие следов намеренных разрушений на памятниках Паленке ставит под сомнение предположение о чужеземном вторжении как причине конца его существования.

## Другие государства, чьи правители имели титул Баакульских владык
Помимо правителей Баакуля, титул «священный Баакульский владыка» носили также правители Тортугеро, в 65 км восточнее Паленке. Можно предположить, что династии обоих царств имели общее происхождение.
Из правителей Тортугеро наиболее известным был Балам-Ахав (644—679), который совершил ряд успешных походов против соседних городов, а в 649 году захватил город Петен-Ти (Комалькалько) близ побережья Мексиканского залива, в 97 км к северо-западу от Тортугеро, и присоединил его к своим владениям. Правившие в конце VII—VIII веков правители Комалькалько, по всей вероятности, были потомками Балам-Ахава и также именовались «священными Баакульскими владыками».

## Список правителей
- Кук-Балам I (419 или 431—435)
- Чачич (435—487)
- Буцах-Сак-Чик (487—501)
- Акуль-Мо-Наб I (501—524)
- Кан-Хой-Читам I (529—565)
- Акуль-Мо-Наб II (565—570)
- Кан-Балам I (572—583)
- Иш Йоль Икналь (583—604)
- Ах-Неоль-Мат (605—612)
- Це-Мат-Муван (612—615?)
- Кинич-Ханаб-Пакаль (615—683)
- Кинич-Кан-Балам II (684—702)
- Кинич-Кан-Хой-Читам II (702 — около 721)
- Акуль-Мо-Наб III (722 — после 736)
- Кинич-Ханаб-Пакаль II (уп. 746)
- Кинич-Кан-Балам III (уп. 751)
- Кинич-Кук-Балам II (764 — после 783)
- Вак-Чам-Кинич-Ханаб-Пакаль III (уп. 799)